# Wigglis
Wigglis (westallgäuerisch: Wiklis) ist ein Gemeindeteil der Gemeinde Röthenbach (Allgäu) im bayerisch-schwäbischen Landkreis Lindau (Bodensee).

## Geographie
Der Weiler liegt circa zwei Kilometer nordwestlich des Hauptorts Röthenbach und zählt zur Region Westallgäu. Südlich des Orts verläuft die Bahnstrecke Buchloe–Lindau.

## Ortsname
Der Ortsname stammt vermutlich vom Personennamen Wiggelin ab. Eine andere Theorie bezieht sich auf das mittelhochdeutsche Wort wickelin, das Wicke bzw. etwas Wertloses bedeutet.

## Geschichte
Bei Wigglis soll sich eine frühzeitliche Stadt befunden haben. Wigglis wurde urkundlich erstmals vermutlich im Jahr 1366 mit H. Tanner zu Wigglispach erwähnt. 1770 fand die Vereinödung in Wigglis mit sieben Teilnehmern statt. Im Jahr 1995 entstand das Gewerbegebiet im Ort.